# 科米诺托岛

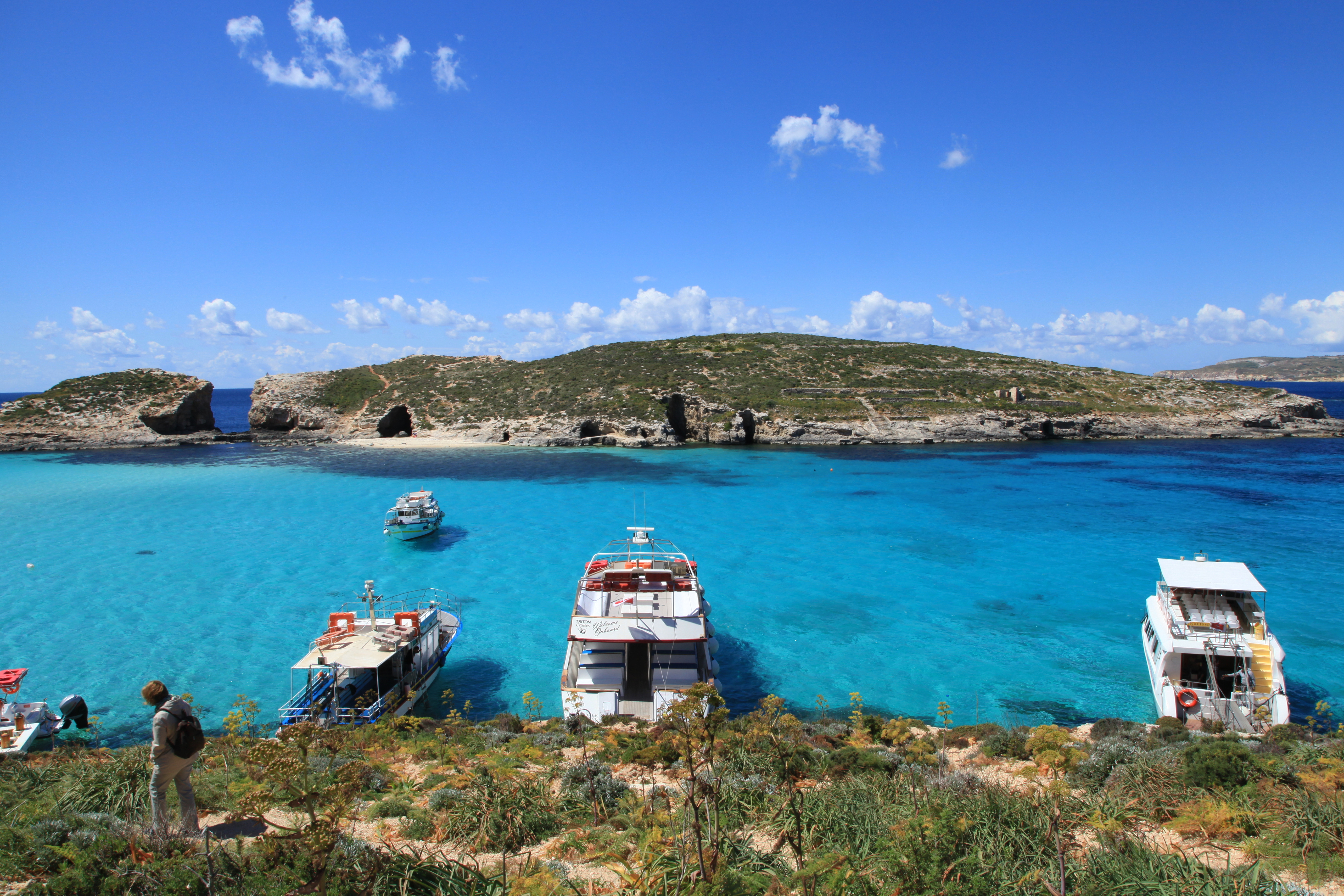
从科米诺岛上眺望科米诺托岛

科米诺托岛（英語：Cominotto），又称凯穆内特岛，是馬耳他島北部海岸边上的一个无人岛屿，靠近旁边较大一点的科米诺岛。该岛面积为0.25平方公里，为马耳他无人岛屿中最大的一个。